# Księża wobec bezpieki na przykładzie archidiecezji krakowskiej
Księża wobec bezpieki na przykładzie archidiecezji krakowskiej (zazwyczaj w skrócie Księża wobec bezpieki) – publikacja naukowa autorstwa ks. Tadeusza Isakowicza-Zaleskiego, wydana i opublikowana w 2007 r. (ISBN 978-83-240-0803-2) poświęcona problemowi inwigilacji duchowieństwa katolickiego przez peerelowską Służbę Bezpieczeństwa, głównie w latach 70. i 80. XX w. Poprzez pryzmat zróżnicowanych postaw księży związanych z archidiecezją krakowską autor ukazuje losy Kościoła katolickiego w Polsce w okresie PRL-u.
W listopadzie 2007 r. za książkę Księża wobec bezpieki ks. Isakowicz-Zaleski otrzymał Nagrodę Literacką im. Józefa Mackiewicza.